# ميكانيكا الإحصاء الكمومي
ميكانيكا الإحصاء الكمومي (بالإنجليزية: Quantum statistical mechanics)‏ هي ميكانيكا إحصائية مطبقة على أنظمة ميكانيكا الكم. في ميكانيكا الكم، يتم وصف مجموعة إحصائية (توزيع الاحتمالية على الحالات الكمية المحتملة) بواسطة مؤثر الكثافة S، وهو مؤثر غير سالب، ذو صلة ذاتية، من فئة التتبع 1 على فضاء هيلبرت H الذي يصف النظام الكمي. يمكن إظهار هذا في ظل أشكال رياضية مختلفة لميكانيكا الكم. يتم توفير أحد هذه الشكليات من خلال المنطق الكمي.